# Хаві Мартінес
Хав'єр «Хаві» Мартінес Агінага (баск. Javier «Javi» Martínez Aginaga; нар. 2 вересня 1988, Естелья) — баскійський футболіст, півзахисник «Катар» СК і збірної Іспанії. Один з двох гравців в історії світового футболу, який виграв спочатку чемпіонат світу з футболу, а потім молодіжний чемпіонат Європи з футболу.

## Кар'єра

### Клубна
Мартінес — вихованець «Осасуни». Сезон 2005—2006 провів у дублюючої команді. Тренер «Осасуни» Хосе Зіганда вважав юніора дуже перспективним, порівнюючи з французьким півзахисником Патріком Вієйра[джерело?].
Влітку 2006 року 17-річний Мартінес перейшов до «Атлетіка». Сума трансферу склала 6 млн євро. Незважаючи на юний вік, Хаві зіграв 35 матчів і забив 3 м'ячі. У наступних сезонах за «Атлетік» Мартінес продовжив прогресувати, проводячи не менше 30-ти матчів у чемпіонаті.
У 2010 році Мартінес був визнаний найкращим молодим гравцем року за версією журналу «Don Balón».
У серпні 2012 року Мартінес перейшов в мюнхенську «Баварію» за 40 млн євро.

### Міжнародна
З юнацькою командою Мартінес виграв чемпіонат Європи 2007. У складі молодіжної збірної грав на чемпіонаті Європи 2009 року.
11 травня 2010 наставник головної збірної Іспанії Вісенте дель Боске включив Мартінеса в заявку на чемпіонат світу 2010. 29 травня дебютував у складі основної збірної, замінивши Хаві в матчі з Саудівською Аравією.
На Чемпіонаті Світу 2010 дебютував на 73-й хвилині матчу проти збірної Чилі. Цей матч став для хавбека єдиним в переможному для іспанців мундіалі.

## Досягнення

### Командні
«Баварія»
- Чемпіон Німеччини: 2012-13, 2013-14, 2014-15, 2015-16, 2016-17, 2017-18, 2018-19, 2019-20, 2020-21
- Володар Кубка Німеччини: 2012-13, 2013-14, 2015-16, 2018-19, 2019-20
- Володар Суперкубка Німеччини: 2016, 2017, 2018, 2020
- Переможець Ліги чемпіонів УЄФА: 2012-13, 2019-20
- Володар Суперкубка УЄФА: 2013
- Чемпіон світу серед клубів: 2013, 2020
- Переможець Суперкубка УЄФА: 2020

Збірна Іспанії
- Чемпіон світу: 2010
- Чемпіон Європи: 2012

Юнацька збірна Іспанії
- Чемпіон Європи: 2007

Молодіжна збірна Іспанії
- Чемпіон Європи: 2011

## Клубна статистика
| Клуб                | Сезон | Ліга | Ліга | Кубки | Кубки | Єврокубки | Єврокубки | Інші | Інші | Всього | Всього |
| Клуб                | Сезон | Ігри | Голи | Ігри  | Голи  | Ігри      | Голи      | Ігри | Голи | Ігри   | Голи   |
| ------------------- | ----- | ---- | ---- | ----- | ----- | --------- | --------- | ---- | ---- | ------ | ------ |
| «Атлетік Більбао»   |       |      |      |       |       |           |           |      |      |        |        |
| 2006—07             | 35    | 3    | 1    | 0     | -     | -         | -         | -    | 36   | 3      |        |
| 2007—08             | 34    | 0    | 2    | 0     | -     | -         | -         | -    | 36   | 0      |        |
| 2008—09             | 32    | 5    | 9    | 1     | -     | -         | -         | -    | 41   | 6      |        |
| 2009—10             | 34    | 6    | 1    | 1     | 11    | 2         | -         | -    | 46   | 9      |        |
| 2010—11             | 35    | 4    | 3    | 0     | -     | -         | -         | -    | 38   | 4      |        |
| 2011—12             | 31    | 4    | 9    | 0     | 14    | 0         | -         | -    | 54   | 4      |        |
| Всього за «Атлетік» | 201   | 22   | 25   | 2     | 25    | 2         | -         | -    | 251  | 26     |        |
| «Баварія»           |       |      |      |       |       |           |           |      |      |        |        |
| 2012–2013           | 27    | 3    | 5    | 0     | 11    | 0         | 0         | 0    | 43   | 3      |        |
| 2013–2014           | 18    | 0    | 5    | 0     | 8     | 0         | 3         | 1    | 34   | 1      |        |
| 2014–2015           | 1     | 0    | 0    | 0     | 1     | 0         | 1         | 0    | 3    | 0      |        |
| 2015–2016           | 16    | 1    | 3    | 0     | 8     | 0         | 0         | 0    | 27   | 1      |        |
| 2016–2017           | 25    | 1    | 4    | 1     | 7     | 0         | 1         | 0    | 37   | 2      |        |
| 2017–2018           | 22    | 1    | 4    | 0     | 10    | 1         | 1         | 0    | 37   | 2      |        |
| 2018–2019           | 21    | 3    | 5    | 0     | 6     | 1         | 1         | 0    | 33   | 4      |        |
| 2019–2020           | 16    | 0    | 1    | 0     | 7     | 0         | 0         | 0    | 24   | 0      |        |
| 2020–2021           | 7     | 0    | 1    | 0     | 5     | 0         | 2         | 1    | 15   | 1      |        |
| Всього за «Баварію» | 153   | 9    | 28   | 1     | 63    | 2         | 9         | 2    | 253  | 14     |        |
| Всього              |       |      |      |       |       |           |           |      |      |        |        |
|                     | 386   | 34   | 53   | 3     | 88    | 4         | 9         | 2    | 537  | 43     |        |